# Poststraßenbahn Frankfurt am Main
Die Poststraßenbahn Frankfurt am Main war der erste eigene elektrische Straßenbahnverkehr der Reichspost in einer Großstadt. Sie existierte von 1901 bis 1951. Bereits seit 1872 wurde in Frankfurt am Main von verschiedenen Straßenbahnunternehmen Post transportiert.

## Postbeförderung in Straßenbahnen nicht-städtischer Gesellschaften

### Pferdebahn der Frankfurter Trambahn-Gesellschaft

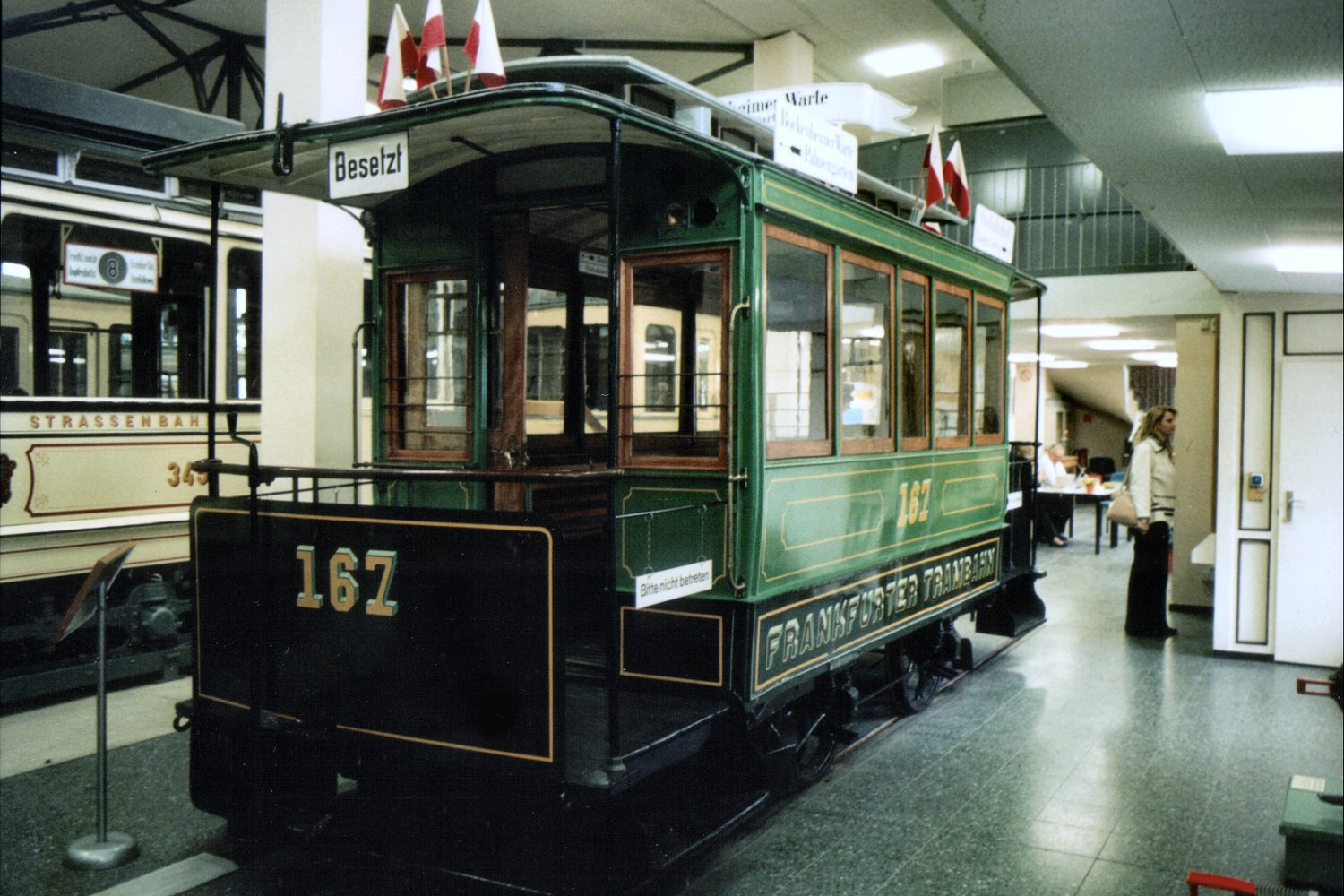
Der Pferdebahnwagen 167 verkehrte von 1872 bis 1900 in Frankfurt.

Die erste Nutzung der Straßenbahn in Frankfurt zu Postzwecken spielte sich zu Zeiten der Frankfurter Trambahn-Gesellschaft (in Betrieb von 1872 bis 1900) ab. Bereits bei der Eröffnung der Pferdebahn gab es eine Option auf die Beförderung von Briefen, wie aus dem Antrag der Brüsseler Betreibergesellschaft „Donner & de la Hault“ auf die Erteilung der Konzession für den Bau und Betrieb der Pferdebahn aus dem April 1871 hervorgeht:

„‚Hervorzuheben ist, daß  der billige und bequeme Transport, […], so wie der eventuell daran anknüpfende rasche Transport von Briefen im Dienst der lokalen Postämter, […] allgemeinen Bedürfnissen entsprechen.‘“

Über die erste Strecke der Pferdebahn, die am 19. Mai 1872 zwischen dem Schillerplatz, der heutigen Hauptwache, und der bis 1895 noch selbstständigen Nachbarstadt Bockenheim eröffnet wurde, tauschte das Hauptpostamt (Postamt 1) auf der Zeil bereits im Jahre 1884 mehrmals täglich Briefbeutel mit dem Postamt in Bockenheim (Postamt W 13, später Postamt 90) aus.
Obwohl das Gleis- und Liniennetz der Pferdebahn bald auch andere Postämter in Frankfurt berührte, ist deren Einbeziehung in den Briefbeuteldienst nicht belegt. Die postseitige Nutzung endete spätestens im Jahre 1889, als, mit Ausnahme der Strecke von Bockenheim nach Rödelheim, das Streckennetz der FTG von der Stadt Frankfurt aufgekauft wurde.

### Dampfbahn der Frankfurter Waldbahn

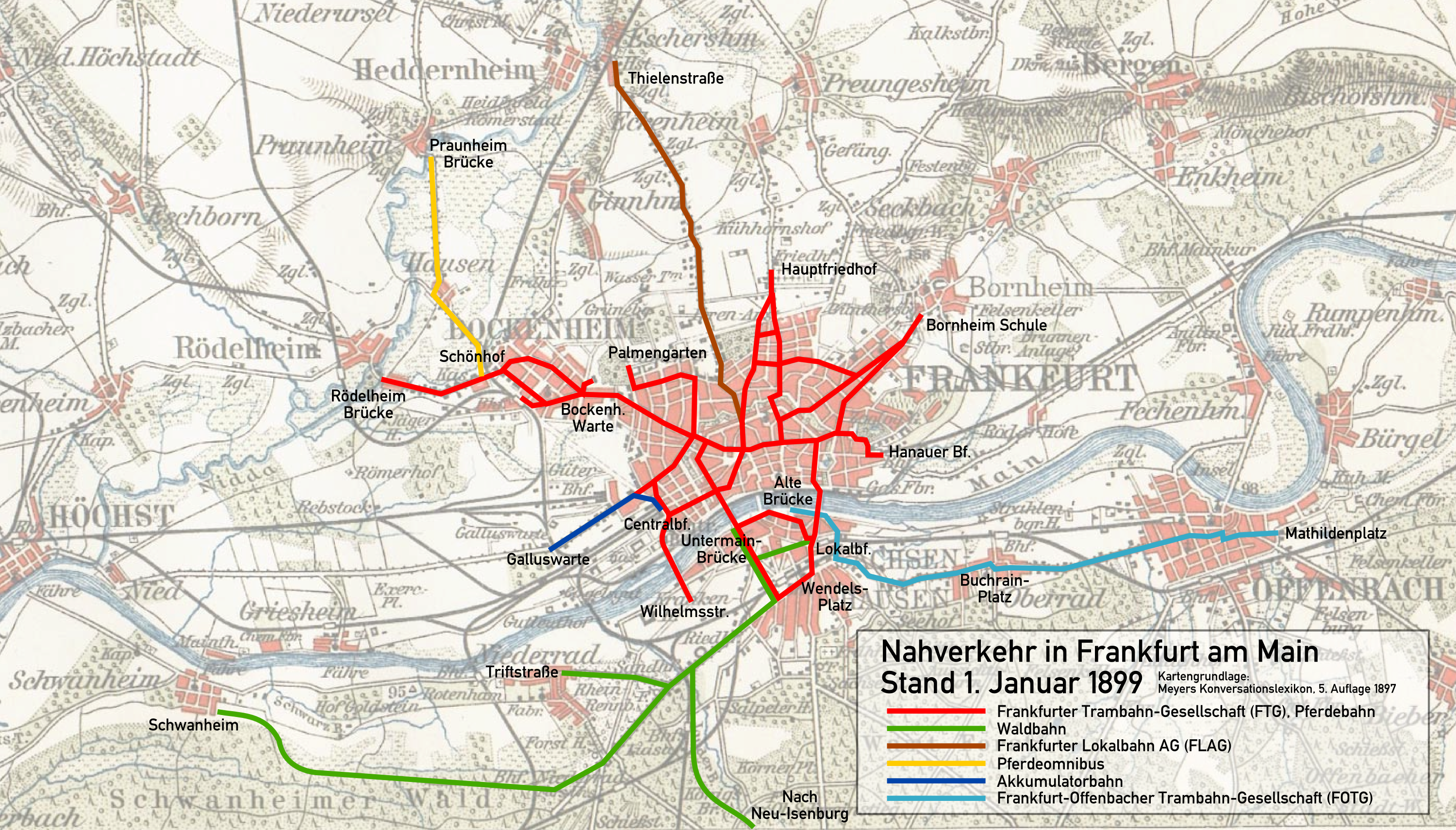
Streckennetz im Jahre 1899 mit den Waldbahnstrecken

Die Dampfstraßenbahn mit dem Charakter einer Vorortstraßenbahn der Waldbahn (in Betrieb von 1889 bis 1929) besaß nachweislich zwei Postwagen mit den Nummern 13 und 14. Die Postwagen besaßen Öffnungen für den Briefeinwurf auf offener Strecke. Diese Wagen wurden allerdings bereits im Jahre 1920 ausgemustert. Es ist nur ein Foto eines Postwagens der Waldbahn aus dem Jahre 1913 überliefert.
Aus einem Schriftwechsel mit beiliegenden, detaillierten Zeichnungen zwischen der Waldbahngesellschaft und dem Amt für Wirtschaft des Magistrates der Stadt Frankfurt am Main aus dem Jahre 1890 geht hervor, dass es zusätzlich weitere zehn zweiachsige Postwagen gegeben haben musste, die zu Sommerwagen für den Personenverkehr umgebaut werden sollten. Da keine weiteren Unterlagen über diese Wagen vorliegen, konnte der Verbleib der Fahrzeuge nicht geklärt werden.
Das Postamt in Schwanheim (Postamt 76) betrieb mit dem Postamt in Sachsenhausen (Postamt S 10, später Postamt 70) bis 1919 über die Waldbahn einen Bahnpostverkehr mit Umarbeitung und eigenem Bahnpoststempel. Bis zum Jahre 1918 fuhren in jeder Richtung zwei bis drei Schaffnerbahnposten mit, die die Umarbeitung erledigten. Der Transport von ein bis drei Briefbeuteln wurde vom Bahnpersonal übernommen. Zeitweilig um 1902 und 1916 (möglicherweise auch noch in anderen Jahren) begleitete ein Postschaffner diese Beutel.
Das Postamt in Neu-Isenburg betrieb nachweislich von 1902 bis 1904 über die Waldbahnstrecke nach Neu-Isenburg in Richtung Neu-Isenburg einen Briefbeuteldienst. In den Jahren 1919/1920 wurde die Strecke von Schaffnerbahnposten und zum Transport eines Briefbeutels durch das Bahnpersonal genutzt. Vom November des Jahres 1920 an für eine kurze Zeit sowie vom Herbst 1922 bis 1924 konnte der Betrieb der Waldbahn aufgrund von Kohlemangels nicht aufrechterhalten werden und musste zeitweilig stillgelegt werden. Nach dem 31. Oktober 1920 kann kein weiterer Posttransport auf den Waldbahnstrecken nachgewiesen werden.
Die Waldbahnstrecke nach Niederrad diente bis wahrscheinlich Mai 1907 dem Postamt Niederrad (Postamt 71) der Beförderung von ein bis zwei Briefbeuteln.

### Frankfurter Lokalbahn

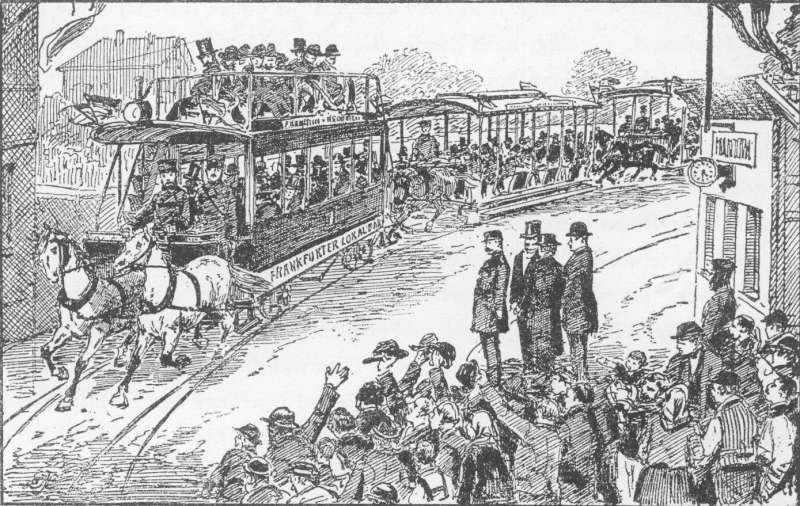
Eschersheimer Lokalbahn

#### Eschersheimer Lokalbahn
Die am 5. April 1888 gegründete Frankfurter Lokalbahn AG (FLAG) betrieb vom 12. Mai 1888 bis zur Veräußerung zum 1. Januar 1901 an die Stadt Frankfurt am Main die Eschersheimer Lokalbahn. Die 5,08 Kilometer lange Strecke führte vom Eschenheimer Tor bis in die damals noch unabhängige Gemeinde Eschersheim und wurde zunächst als Pferde-, seit dem 1. September 1888 als Dampfbahn betrieben.
Bereits nach kurzer Zeit war die Bahn in einem schlechten Zustand, der dazu führte, dass beinahe jede Woche eine Entgleisung zu verzeichnen war. Nachdem die Stadt die Bahn zum 1. Januar 1901 für 500.000 Goldmark aufgekauft hatte, wurde sie bis 1909 modernisiert und seit dem 1. Oktober 1909 verkehrte die Straßenbahnlinie 23 der städtischen Straßenbahn bis nach Heddernheim. Eine postseitige Nutzung dieser Strecke zu Lokalbahnzeiten ist nicht überliefert.

#### Oberurseler Gebirgsbahn

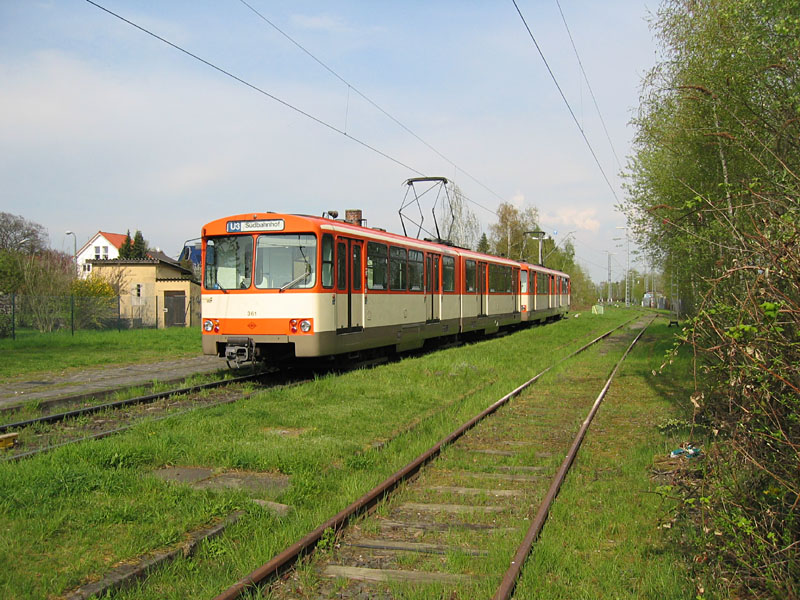
Heutige U3 am früheren Ausgangspunkt der Gebirgsbahn am Oberurseler Bahnhof

Im Jahre 1893 wurde von Dr. Kollmann, dem Vorstand der Frankfurter Lokalbahn AG, die Einrichtung einer Kleinbahn von Eschersheim nach Oberursel-Hohemark angestrebt. Bereits in der Vorstellung des Projektes wird eine Verwendung zum Pakettransport angekündigt:

„„Die für den Personen-, Güter- und Gepäckverkehr projektierte Kleinbahn Eschersheim–Hohe Mark ist bestimmt, einen sehr erheblichen Theil  des Obertaunuskreises und des Landkreises Frankfurt am Main wirthschaftlich  aufzuschließen.““

Am 21. April 1896 wurde der Frankfurter Lokalbahn AG die Genehmigung für die Einrichtung einer Kleinbahn zwischen dem Staatsbahnhof Oberursel und der Hohemark erteilt. Eine Weiterführung über Eschersheim bis nach Frankfurt wurde von der Stadt Frankfurt am Main und der Gemeinde Eschersheim zunächst nicht genehmigt. Nach weiteren Verzögerungen konnte die Strecke seit dem 2. Oktober 1899 genutzt und am 1. November 1899 feierlich eröffnet werden.
Ab Oktober 1906 bis zum 30. Mai 1910 ist die postseitige Nutzung dieser Strecke belegbar. Montags bis samstags fuhren zwei- bis viermal täglich Schaffnerbahnposten in jede Richtung mit. Sonntags waren weniger Schaffnerbahnposten unterwegs. An der Hohemark wurden die Postsendung mithilfe von Pferdefuhrwerken, später Postomnibussen bis hinter die Taunusgebirge transportiert.

#### Gemeinschaftsverkehr mit der Stadt Frankfurt am Main

Zahlungen der Reichspost an die FLAG

Die FLAG, die 1901 ihre Eschersheimer Lokalbahn an die Stadt verkauft hatte, sah nun ihre Aufgabe in der Schaffung einer Verbindung zwischen dem frisch elektrifizierten Frankfurter Straßenbahnnetz und der isolierten Strecke in Oberursel sowie der Straßenbahn Bad Homburg vor der Höhe. Komplizierte Verhandlungen und Genehmigungsverfahren verzögerten den Baubeginn um mehrere Jahre. Die Verbindung zwischen dem Staatsbahnhof Oberursel und Frankfurt konnte nach Klärung verschiedener planerischer und rechtlicher Aspekte am 18. Februar 1909 erfolgen. Die Oberurseler Gebirgsbahn wurde elektrifiziert und Teil der neuen Verbindung.
Am 4. Mai 1910
konnte auch die Strecke nach Bad Homburg in Betrieb genommen werden. Die beiden neuen Strecken waren nicht als Straßenbahn, sondern als nebenbahnähnliche Kleinbahn konzessioniert, und verliefen tatsächlich über große Strecken wie eine Eisenbahn abseits der Straßen. Ausgangspunkt beider Linien war der Bahnhof Heddernheim, wohin die Stadt 1909 die Eschersheimer Linie verlängert hatte. Die Lokalbahn konnte die nun städtischen Gleise in der Eschersheimer Landstraße mitbenutzen und schuf so Direktverbindungen von Oberursel und Homburg ins Frankfurter Stadtzentrum. Dabei benutzte sie die Strecke der Eschersheimer Lokalbahn, die sie 1888 selbst gebaut und 1901 an die Stadt verkauft hatte. Die Endstation in Frankfurt lag am Schauspielhaus.
Auch in Homburg wurden die Gleise der dortigen Straßenbahn mitbenutzt, der Homburger Endpunkt lag im Zentrum der Kleinstadt, am Marktplatz. Die Linie nach Oberursel bekam die Nummer 24 und die Linie nach Bad Homburg die Nummer 25.
Auf der im Gemeinschaftsverkehr betriebenen Linie 24 wurde seit dem 31. Mai 1910 Post befördert. Dabei war die Anzahl an Schaffnerbahnposten im Vergleich zur früheren Gebirgsbahn geringer. Bis zum Mai 1921 waren täglich ein bis zwei Schaffnerbahnposten unterwegs.
Im Zweiten Weltkrieg ab etwa 1940 und für kurze Zeit auch nach seinem Ende wurde die Strecke erneut für Postzwecke seitens des Postamtes Oberursel verwendet. Die Briefbeutel wurden an der Hohemark übernommen und bis zum Bahnhof in Oberursel transportiert. Glaubwürdigen Aussagen zufolge waren an einzelnen Vorortzügen auch rollende Briefkästen angebracht, die zwischen Hohemark und dem Bahnhof dem Posteinwurf dienten. Es ist nicht überliefert, in welchem Jahr die Nutzung endete.
Die Linie 25 zwischen dem Schauspielhaus in Frankfurt und dem Markt in Bad Homburg wurde nachweislich vom 2. März 1925 bis zum 31. Januar 1930 zu Postzwecken genutzt. In einem besonderen Wagen wurden in bestimmten Zügen Pakete und andere Stückgüter mitgenommen. Es ist fraglich, ob auch Briefsendungen mitgenommen wurden.

### Städtische Straßenbahnen der Stadt Frankfurt am Main

Hauptpost auf der Zeil

Über mehrere Jahre hinweg beförderte die Städtische Straßenbahn der Stadt, die seit 1899 verkehrte, Briefbeutel gegen eine festgelegte Gebühr zwischen den einzelnen Postämtern und der Hauptpost auf der Zeil (Postamt 1). Im Jahre 1910 betrug diese Gebühr beispielsweise 4,50 Mark je Beutel und Kalendermonat.
Im Jahre 1909 umfasste dieser Dienst 38 Briefbeutelposten. An der Hauptwache und an der Konstablerwache wurden die meisten Postbeutel übergeben.
Die Beförderung von Post in Straßenbahnen der Städtischen Straßenbahn der Stadt fand unabhängig von der Einrichtung des eigenen Poststraßenbahnverkehrs nach 1901 weiterhin statt.
Es sind nur einige dieser Posten während und nach dem Ersten Weltkrieg überliefert:
| Von                   | Nach                                                                                | Jahr/Häufigkeit pro Woche                                   | Linie  | Bemerkungen                          |
| --------------------- | ----------------------------------------------------------------------------------- | ----------------------------------------------------------- | ------ | ------------------------------------ |
| Hauptpost (Postamt 1) | Postamt Ostbahnhof (Postamt 12, später Postamt 102)                                 | ↔ 1919–1920: Werktags drei- bis viermal                     | 15     |                                      |
| Hauptpost (Postamt 1) | Postamt Bockenheim (Postamt W 13, später Postamt 90)                                | ↔ 1916–1920: Drei- bis viermal ↔ ab 1920: ein- bis zweimal  | 3      |                                      |
| Hauptpost (Postamt 1) | Postamt Bornheim (Postamt NO 14, später Postamt 60)                                 | → 1916–1920: Zwei- bis viermal ← 1916–1920: einmal          | 10     |                                      |
| Hauptpost (Postamt 1) | Postamt Eckenheim (Postamt 504)                                                     | ↔ 1909–1921: Zwei- bis dreimal → ab 1920: zwei- bis dreimal | 7      |                                      |
| Hauptpost (Postamt 1) | Postamt Eschersheim (Postamt 501) ↔ Postamt Heddernheim (Postamt 506)               | ↔ 1916–1920: Ein- bis viermal                               | 23     |                                      |
| Hauptpost (Postamt 1) | Postamt Oberrad (Postamt 74)                                                        | → 1916–1921: Einmal                                         | 16     |                                      |
| Hauptpost (Postamt 1) | Postamt Niederrad (Postamt 71)                                                      | ← 1916–1921: Ein- bis dreimal                               |        |                                      |
| Hauptpost (Postamt 1) | Postamt Niederrad (Postamt 71) ↔ Postamt Hauptbahnhof (Postamt 9, später Postamt 4) | ↔ Ab 1919: ein- bis dreimal ↔ ab 1920: zwei- bis dreimal    |        |                                      |
| Hauptpost (Postamt 1) | Postamt Bergen (Postamt 64)                                                         | ↔ 1928–1932: Werktags einmal → 1931: werktags einmal        | 18/ 32 | Briefbeutelübergabe an der Domstraße |

## Poststraßenbahnverkehr der Deutschen Reichspost

### Betrieb

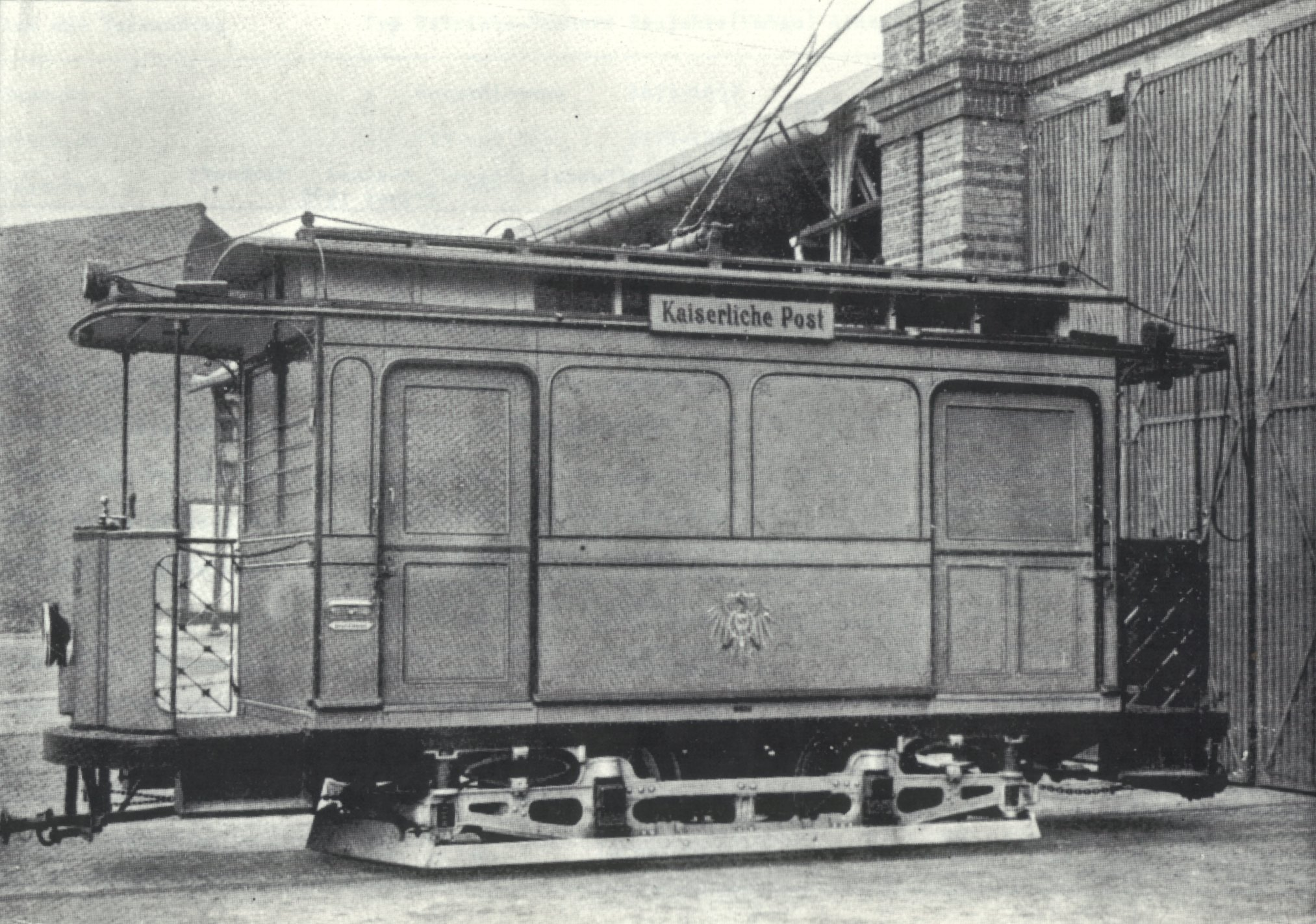
Posttriebwagen 501, 1901

#### Vertrag
Nach der Eröffnung der Berliner Straßenbahn Anfang des Jahres 1898 stellte sich das Reichspostamt die Frage, ob die Beförderung von Briefen und „Päckereien“ nach amerikanischem Vorbild in besonderen Wagen in einer Stadt zwischen den Postämtern und Bahnhöfen betrieblich günstig sei.
Straßenbahnen in den USA hatten bereits im Jahre 1897 für umgerechnet eine Million Mark die Postbeförderung vereinnahmt und fast sechs Millionen Postwagenkilometer geleitest.
Das Reichspostamt beauftragte deshalb die Oberpostdirektionen, für einen eigenen Poststraßenbahnverkehr geeignete Städte zu finden. Die Ansprüche des Reichspostamtes an die Städte waren die Existenz vorhandener oder geplanter Straßenbahnstrecken, die sich um Anschlussgeleise für die Abstellung der Poststraßenbahnwagen in den Postämtern und an Bahnhöfen erweitern lassen konnten. Diese Gleisanlagen sollten von den Straßenbahnbetrieben der jeweiligen Städte unterhalten werden, die auch gegen eine „angemessene Entschädigung“ die Wagen der Poststraßenbahn zur Verfügung stellen sollten.
Im Bereich des Oberpostdirektionsbezirkes Frankfurt am Main kam dafür nur Frankfurt selbst in Betracht, wo allerdings zu diesem Zeitpunkt der Straßenbahnverkehr hauptsächlich mit Pferden als Zugtiere betrieben wurde. Die Einführung einer elektrischen Straßenbahn in städtischer Hand war aber für das Jahr 1899 vorgesehen. Aus diesem Grunde wurden Verhandlungen angesetzt, und im Juni 1899 schloss die Oberpostdirektion Frankfurt am Main mit der Stadt einen entsprechenden Vertrag ab.
So wurde neben den normalen Linien des Straßenbahnnetzes am 1. März 1901 in Frankfurt der erste elektrische Poststraßenbahnverkehr der Reichspost eingerichtet. Der Vertrag zwischen der Oberpostdirektion und der Stadt war auf unbestimmte Zeit abgeschlossen, jedoch jährlich kündbar. Bei der späteren Einführung von Poststraßenbahnen in anderen Städten wurde die Stadt Frankfurt am Main als Vorbild und Muster herangezogen.

Die Hauptpost auf der Zeil, der Ausgangspunkt der Poststraßenbahn

Die erste etwa zwei bis drei Kilometer lange Linie übernahm bis zum 22. März 1944 den Transport von Paketen und Briefen zwischen dem Postamt 9 am Hauptbahnhof und dem Hauptpostamt auf der Zeil. Die Fahrtzeit betrug elf Minuten, wobei fünf Triebwagen im Einsatz standen. Täglich wurden 27 Fahrten in jede Richtung, das heißt insgesamt 54 Fahrten, nach festem Fahrplan durchgeführt. Durch diese Linie konnten hundert Pferdefuhrwerksfahrten entfallen. In den Jahren 1935 bis 1937 betrug die jährliche Kilometerleistung der Poststraßenbahn 46.000 km.
Den Fahrdienst übernahmen 14 zu diesem Zweck bei der Straßenbahn ausgebildete ehemalige Postschaffner, wovon acht für den täglichen Dienst erforderlich waren. Nach glaubhaften Aussagen fuhren während des Ersten Weltkrieges auch Frauen als Wagenführerinnen die Triebwagen. Genauere Angaben zum Einsatz von Frauen als Wagenführerinnen der Poststraßenbahnwagen sind nicht überliefert.
An die Städtischen Straßenbahnen wurden Vergütungen bezahlt. Diese betrugen für eine Fahrt mit einem Triebwagen 1,90 Mark und für einen Beiwagen zusätzlich 1,20 Mark. Der Weichensteller der städtischen Straßenbahn an der Hauptwache und dem Roßmarkt protokollierte jede Fahrt der Poststraßenbahn zu Abrechnungszwecken.
Die Pläne, auch weitere Postämter anzuschließen, konnten wegen des Ausbruchs des Ersten Weltkrieges nicht mehr verwirklicht werden. Aus diesem Grunde wurden Briefbeutel auch weiterhin von den regulären Straßenbahnen transportiert.
Bis Anfang der 1940er-Jahre wurde die Poststraßenbahn durch Dieselkraftfahrzeuge und elektrisch angetriebene Fahrzeuge unterstützt.
Als während des Zweiten Weltkrieges die Straßenbahn wegen Kraftstoff- und Lastwagenmangel für die Postbeförderung unentbehrlich wurde, baute die Deutsche Reichspost am Ostbahnhof eine zweigleisige Zufahrtsstrecke zur Außenstelle des Postamtes 9 (Päckchenstelle) und betrieb eine weitere Linie zwischen dem Postamt 9 und seiner Außenstelle am Ostbahnhof.
Nach der Zerstörung der Hauptpost an der Zeil im Jahre 1944 beförderte die Poststraßenbahn weiterhin einen großen Teil der Pakete und Briefe zwischen dem Haupt- und dem Ostbahnhof, nach der Zerstörung der Mainbrücken 1945 – und damit der Eisenbahnverbindung zwischen dem Haupt- und dem Ostbahnhof – sogar den gesamten Postverkehr zwischen diesen beiden Postämtern.

#### Gleisanlagen
Die eingleisige Zufahrtsstrecke mit mehreren Weichen und Abstellgleisen zum Postamt 9 zweigte von der Mainzer Landstraße ab und führte durch die Ludwigstraße in den Hof des Postamtes 9. Sie war 485 Meter lang und wurde 1927 zur Pakethalle in der Poststraße verlängert.
Das Zufahrtsgleis zur Hauptpost zweigte auf der Zeil ab und führte durch das Portal des Postgebäudes in den Innenhof. Dort befand sich eine Wendeschleife mit einem Überholgleis. Ebenfalls im Innenhof des Postamtes 1 befand sich eine eigene zweigleisige Wagenhalle für sechs Triebwagen mit eigener Werkstatt. Insgesamt verbaute die Städtische Straßenbahn dort 460 Meter Gleis. Der kleinste Radius der Gleisbögen im Innenhof der Hauptpost betrug 11,8 m.
In der Mainzer Landstraße und auf der Zeil befanden sich Gleiswechsel, die in Falschfahrt befahren werden mussten. Aus diesem Grunde fuhr neben dem Straßenbahnfahrer auch ein zweiter Postunterbeamter mit, der für das richtige Stellen der Weichen dieser Gleiswechsel verantwortlich war. Zusätzlich hielt der Pförtner des Hauptpostamtes in den ersten Jahren die Fußgänger und Fahrzeuge mit einer roten Fahne an, wenn ein Wagen der Poststraßenbahn das Gelände verließ.
Die im Zweiten Weltkrieg gebaute Strecke zum Postamt 9 am Ostbahnhof wurde zweigleisig angelegt. In der Ostparkstraße, wo in der Mitte der Straße aus- und eingeladen wurde, befanden sich zwei Gleiswechsel.

### Der Wagenpark der Poststraßenbahn

#### Erstausstattung der Poststraßenbahn

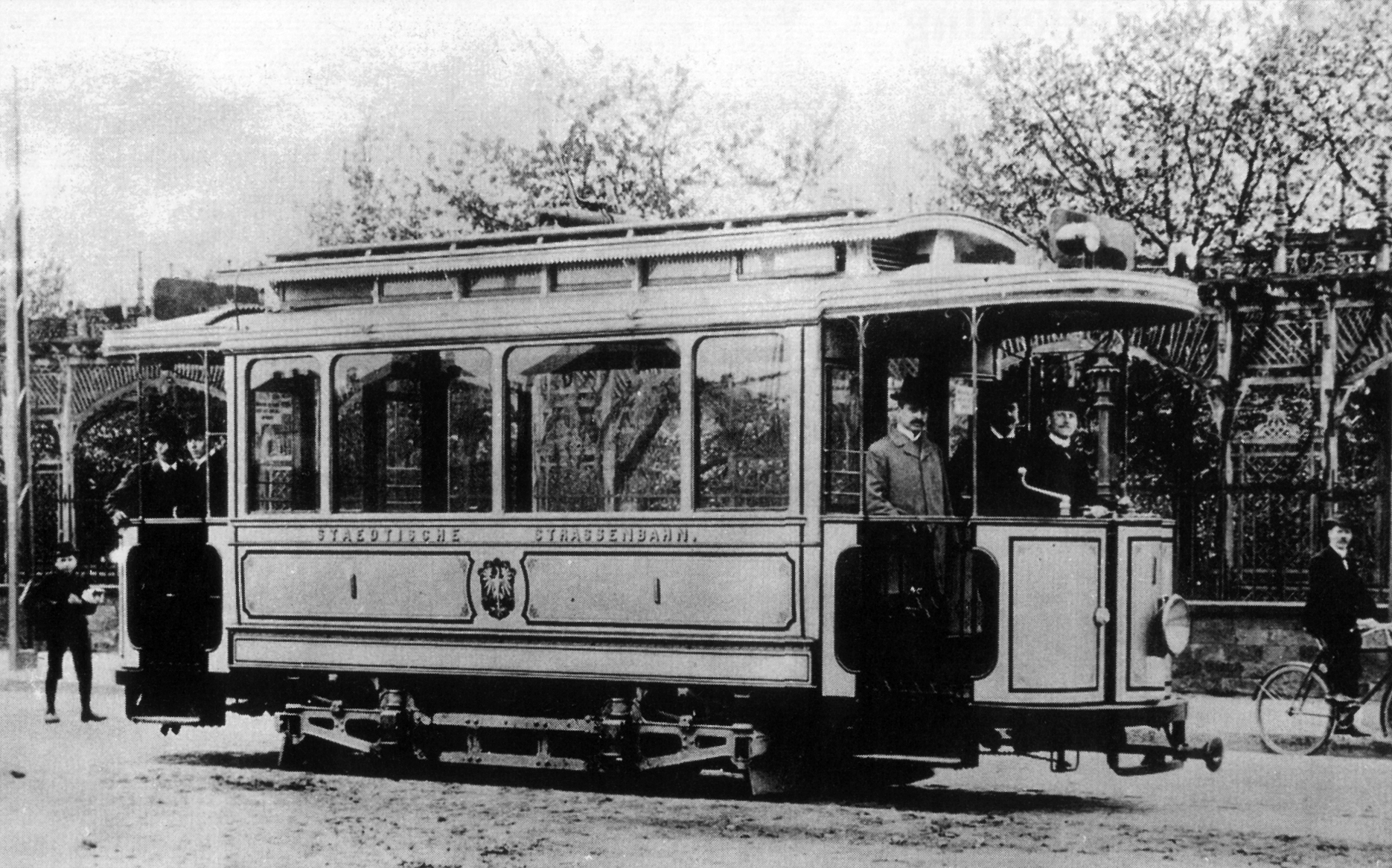
A-Wagen, auf dem die Poststraßenbahnwagen basierten

1901 beschaffte die Städtische Straßenbahn der Stadt Frankfurt am Main sieben auf der Baureihe A basierende Posttriebwagen von Siemens & Halske. Da allerdings planmäßig kein Betrieb mit Beiwagen vorgesehen war, verfügten sie nur über einen Motor von 15 PS Leistung und erreichten damit eine Höchstgeschwindigkeit von 20 km/h. Dennoch war ein Beiwagenverkehr über die Trompetenkupplung möglich.
Die Ladekapazität betrug 3,6 t. Die Wagen waren über die Kupplung 7,62 Metern lang. Gegenüber dem A-Wagen der Städtischen Straßenbahn waren die Wagen aufgrund verkleinerter Endbühnen kürzer. Sie hatten einen großen Paketraum mit einer Fläche von 6 m² für 600 bis 1000 Pakete. Ein kleiner Briefraum mit einer Fläche von 2 m² für Briefe und Wertsachen war ebenfalls vorhanden. Auch während der Fahrt konnte dort gearbeitet werden. Durch Briefkästen, die außen am Wagen befestigt waren, konnten Postsendung auch während der Fahrt aufgenommen werden. Die Räume waren von beiden Seiten aus zugänglich und hatten vergitterte Mattglasfenster sowie Schiebetüren, die gegen Einbrüche gesichert waren. Der Innenraum wurde von Oberlichtern erhellt und besaß zudem eine Klingelanlage zur Verständigung zwischen den Räumen.
Aufgrund der kleinen Radien der Gleisbögen wählte man einen Achsabstand von nur 1,6 m. Der Wagenkasten des Wagens 501 war abweichend von den anderen Wagen gestaltet.
Die sieben Triebwagen trugen die Nummern 501 bis 507, ab 1924 nach der Verglasung der Plattformen die Nummern 2003 bis 2009.

#### Neuzugang 1914
1914 wurden die A-Triebwagen 42 und 43 (beide Baujahr 1899) zu Postwagen umgebaut. Sie erhielten im Jahr 1924 die Nummern 2001 und 2002 und hatten – bauartbedingt – zwei Fahrmotoren. Zusätzlich wurden die Pferdebahnwagen 543 und 571 (beide Baujahr vor 1897) zu Postbeiwagen umgebaut und fortan bis zu ihrer Ausmusterung im Jahre 1920 zum Zwecke der Postbeförderung verwendet. Bei Bedarf wurden in den Jahren 1918 und 1919 umgebaute Beiwagen der Städtischen Straßenbahn zur Verstärkung des Pakettransportes eingesetzt.

#### Neuzugang 1942
1942 wurde der Fahrzeugpark durch die drei umgebauten Triebwagen 309, 332, 337 der Baureihe B (alle Baujahr 1907, alle zweimal 35 PS), welche die neuen Nummern 2010 bis 2012 bekamen, auf nunmehr 12 Wagen ergänzt. Die drei „neuen“ Wagen waren nur für den Pakettransport gedacht. Sie erhielten einen ungeteilten Paketraum und somit nur eine Tür pro Wagenseite. Der Posttriebwagen 2010 unterschied sich von den anderen Wagen, da er einen neuen eckigen Wagenkasten, einen Fahrersitz sowie eine Transparentbeschilderung bekam.

#### Kriegsverlust 1944
Mit dem Luftangriff am 22. März 1944, bei dem die Frankfurter Altstadt und das Hauptpostamt samt Fernsprechamt zerstört wurden, gingen die sieben Wagen 2001 bis 2004, 2008, 2011 und 2012 verloren, die Wagen 2006 und 2010 wurden stark beschädigt. Der Wagen 2006 wurde wiederaufgebaut, der Wagen 2010 abgestellt.
Die restlichen vier Wagen hielten in der Nachfolgezeit den Post- und Pakettransport zwischen dem Haupt- und Ostbahnhof aufrecht. Um den Transport bewältigen zu können, wurden weitere Triebwagen aus dem übrigen Personenverkehr abgezogen und als Poststraßenbahnwagen verwendet.

#### Wagenliste
| alte Wagennummer | neue Wagennummer | Baujahr | Ausmusterung | Bemerkungen                                     |
| ---------------- | ---------------- | ------- | ------------ | ----------------------------------------------- |
| 42               | 1924: 2001       | 1899    | 1944         | 1914 Aus A-Wagen umgebaut                       |
| 43               | 1924: 2002       | 1899    | 1944         | 1914 Aus A-Wagen umgebaut                       |
| 501              | 1924: 2003       | 1901    | 1944         | Wagenkasten abweichend gestaltet                |
| 502              | 1924: 2004       | 1901    | 1944         |                                                 |
| 503              | 1924: 2005       | 1901    | 1960         |                                                 |
| 504              | 1924: 2006       | 1901    | 1955         |                                                 |
| 505              | 1924: 2007       | 1901    | 1957         |                                                 |
| 506              | 1924: 2008       | 1901    | 1944         |                                                 |
| 507              | 1924: 2009       | 1901    | 1955         |                                                 |
| 309              | 1942: 2010       | 1907    | 1951         | 1942 Aus B-Wagen umgebaut, abweichend gestaltet |
| 332              | 1942: 2011       | 1907    | 1944         | 1942 Aus B-Wagen umgebaut                       |
| 337              | 1942: 2012       | 1907    | 1944         | 1942 Aus B-Wagen umgebaut                       |

| Wagennummer | Baujahr  | Ausmusterung | Bemerkungen                       |
| ----------- | -------- | ------------ | --------------------------------- |
| 543         | Vor 1897 | 1920         | 1914 Aus Pferdebahnwagen umgebaut |
| 571         | Vor 1897 | 1920         | 1914 Aus Pferdebahnwagen umgebaut |

Die Fahrzeuge waren zu allen Zeiten im Besitz der Städtischen Straßenbahn, die sie an die städtische Postdirektion vermietete. Alle Poststraßenbahnwagen waren in gelber Farbe lackiert, zwischen 1933 und 1945 war eine rote Lackierung mit Hakenkreuz-Insignien vorgeschrieben. Anstelle der Liniennummer wurde in den ersten Jahren der Poststraßenbahn auf dem Dach eine Dachlampe mit einem Posthorn mitgeführt und anstelle des Richtungsschildes die offizielle Bezeichnung. Diese lautete zunächst bis 1918 „Kaiserliche Post“, bis 1945 „Deutsche Reichspost“, bis 1950 „Deutsche Post“ und zuletzt ab 1950 „Deutsche Bundespost“.

### Wirtschaftlichkeit
Die Einrichtung der Poststraßenbahn in Frankfurt erwies sich aus wirtschaftlicher Sicht als eine gute Entscheidung. Durch den Einsatz der Poststraßenbahn wurden 100 Pferdefuhrwerksfahrten gespart, was eine große Entlastung für den Verkehr auf den städtischen Straßen, aber auch in den Postämtern bedeutete. Vor der Einführung des Poststraßenbahnbetriebes wurde der Postverkehr mit zehn bis fünfzehn Fuhrwerken abgewickelt, die nun eingespart werden konnten.
Die vor der Einführung der Poststraßenbahn üblichen 50.000 Fuhrwerksfahrten wurden durch 20.000 Fahrten der Straßenbahn ersetzt.
Aufgrund des während des Zweiten Weltkriegs aufgekommen Kraftstoffmangels, der unter anderem den städtischen Busbetrieb zeitweilig völlig zum Erliegen brachte, war die Poststraßenbahn zu jener Zeit für die Postbeförderung unverzichtbar.

### Das Ende der Poststraßenbahn
Nachdem die Poststraßenbahn unmittelbar nach Kriegsende als Folge der Sprengung der Mainbrücken durch die Wehrmacht den gesamten Postverkehr zwischen dem Haupt- und Ostbahnhof übernehmen musste, erlebte sie einen letzten Aufschwung.
Nach der Währungsreform am 20. Juni 1948 stieg der Kraftfahrzeugverkehr schnell an und machte die Poststraßenbahn unrentabel.
Die Poststraßenbahn wurde im 50. Jahr nach ihrer Eröffnung am 31. Dezember 1951 eingestellt.
Der beim Luftangriff am 22. März 1944 schwer beschädigte und anschließend abgestellte Wagen 2010 wurde 1951 ausgemustert. Wagen 2006 wurde trotz Wiederaufbau nach Kriegsschäden gemeinsam mit Wagen 2009 im Jahre 1955 ausgemustert. Die Wagen 2005 und 2007 wurden nach Einstellung der Poststraßenbahn von der Städtischen Straßenbahn als Dienst- und Reklamefahrzeuge eingesetzt. Wagen 2007 wurde 1957 ausgemustert und drei Jahre später hatte der Wagen 2005 als letztes Fahrzeug das gleiche Ende. Es ist kein Wagen der Poststraßenbahn erhalten geblieben.
Auch die Gleisanlagen sind heute nicht mehr vorhanden.

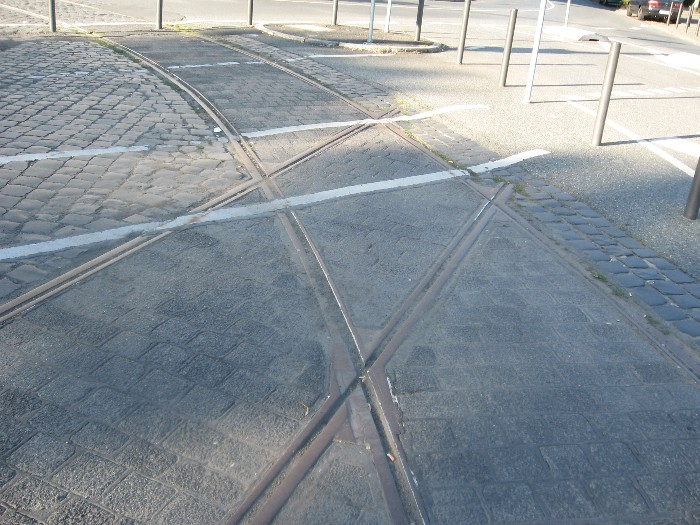
Einfahrt auf das ehemalige Gleis der Poststraßenbahn am Ostbahnhof

Das beim Luftangriff am 22. März 1944 sehr stark beschädigte Gebäude der Hauptpost mit sämtlichen Post- und Fernmeldeeinrichtungen auf der Zeil konnte in der Nachkriegszeit nur noch notdürftig genutzt werden, sodass ein Neubau notwendig wurde. In diesem Zusammenhang ist die Zufahrt von der Zeil auf den Hof des Postamtes, welche auch der Poststraßenbahn gedient hatte, aus Sicherheitsgründen im Herbst 1954 geschlossen und in der Folgezeit beim Neubau des Postamtes überbaut worden.
Ende der 1990er-Jahre wurde der Standort von der Deutschen Post AG aufgegeben, der im Dezember 1958 eröffnete Neubau des Postamtes am 31. Dezember 1997 geschlossen, im Februar 2002 als Teil des „Post-Areals“ von der Deutschen Telekom für 230 Millionen Euro an den niederländischen Investor MAB verkauft und im Juli 2004 gemeinsam mit allen Gebäuden des Fernmeldeamtes und dem benachbarten Rundschau-Haus abgerissen. Auf dem Grundstück befindet sich heute das Palaisquartier.
Die letzten Relikte der Poststraßenbahn, die Gleise und die Fahrleitung in der Ostparkstraße am Ostbahnhof, verschwanden im Juni 1987, nachdem sie schon früher stillgelegt worden waren. Die Gebäude des Postamtes 9 am Hauptbahnhof sind leicht verändert erhalten geblieben.